# Улица Короля Петра Первого
Улица Короля Петра Первого (серб. Улица Краља Петра I) — одна из старейших улиц Белграда, столицы Сербии. Улица названа в честь сербского правителя Петра I Карагеоргиевича.

## Расположение
Расположена в общине Стари-Град между районом Косанчичев венац и улицей Короля Душана.

## История и описание
Предположительно в I и II веках нашей эры здесь находились римский форум, базилика и термы.
В XIX веке на этой улице располагалась первая белградская аптека и первая гостиница «У оленя». Сегодня на этой улице находится Патриарший дворец Сербской православной церкви, Соборная церковь и старинное белградское кафе «?».
С 1872 года по 1904 года носила название Дубровачка.
Здания построены в стилях барокко, академизма, сецессион, арт-деко, модерн и восточном стиле.